# Бешишниця звичайна
Беши́шниця звича́йна (Swertia perennis) — багаторічна рослина родини тирличевих, типова представниця свого роду. Напіврозеткова рослина із брудно-фіолетовими зірчастими квітами. Поширена переважно в гірських, та, меншою мірою, рівнинних областях Європи, Азії та Північної Америки. Зростає на вологих луках та болотах. Регіонально рідкісний вид, узятий під охорону в декількох країнах Європи та в Канаді. Маловідома лікарська та декоративна рослина.

## Назва
В Словнику українських наукових і народних назв судинних рослин для цього виду вказані такі синонімічні назви: све́рція багаторі́чна, пітушок тревалий, шве́рція. Свою родову назву і похідний від неї варіант «шверція» ця рослина отримала на честь голландського садівника та ілюстратора Емануеля Свірта (Сверта), який на початку 1600-х років опублікував важливий флорилегіум. Українська родова назва, ймовірно, обумовлена тим, що в давнину цією рослиною намагались лікувати бешиху, хоча сучасна медицина таких властивостей не підтверджує. Видовий епітет «звичайна» раніше вказував на значну географічну поширеність цієї рослини, втім, у зв'язку зі значним скороченням чисельності зараз він втратив свою наукову точність. Інший епітет, «багаторічна», вказує на особливості життєвого циклу бешишниці звичайної: здатність розвиватися протягом кількох років поспіль при щорічному цвітінні та плодоношенні.
В англійській мові ця рослина має народну назву star gentian («зірчастий тирлич»), яка вказує на особливу форму квіток та спорідненість і, відповідно, зовнішню схожість бешишниці звичайної із тирличами.
В російському Ботанічному словнику Анненкова для цього виду наведені такі народні назви як звѣробой горскій («звіробій гірський») та болотный василёк («болотяна волошка»). Очевидно, що видові епітети в обох випадках вказують на характерні місця зростання у горах та на болотах, синонімія із волошкою обумовлена кольором квітів, схожим із насиченою блакиттю загальновідомої волошки синьої, а вказівка на звіробій пояснюється зовнішньою схожістю форми суцвіття і квіток обох рослин (якщо не брати до уваги відмінності у кольорах).

## Опис

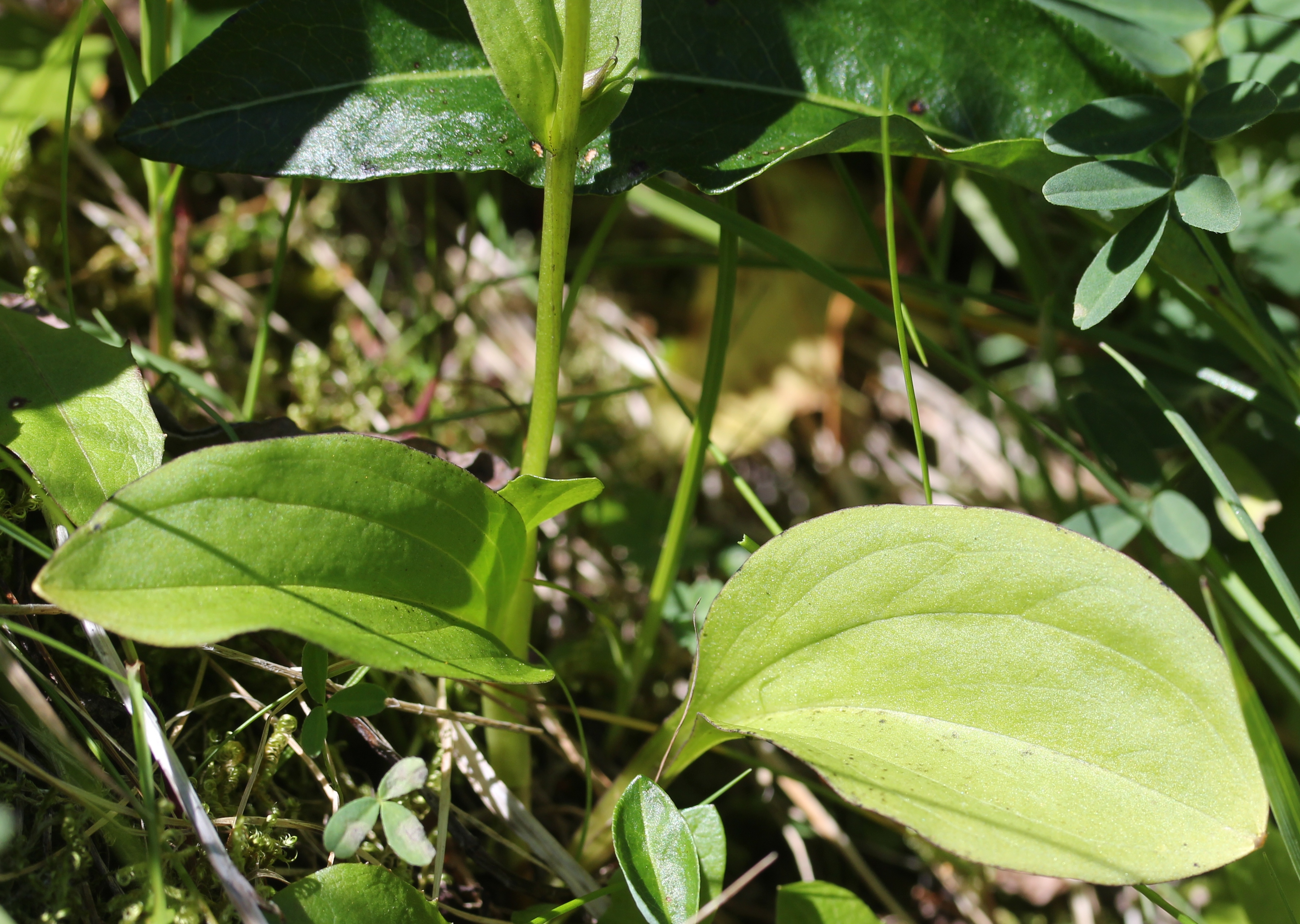
Листки великим планом.

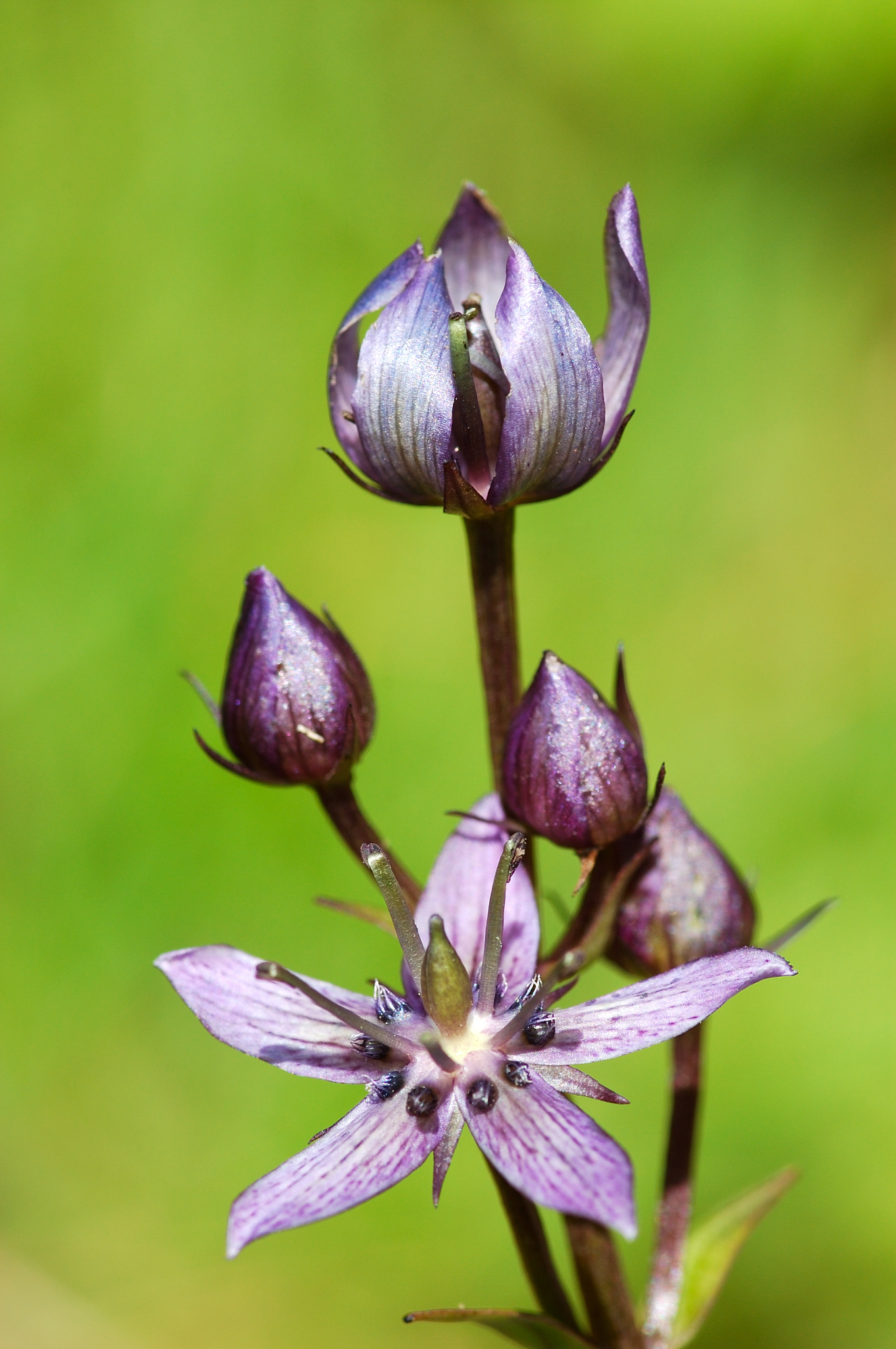
Пуп'янки і квітки типового кольору.

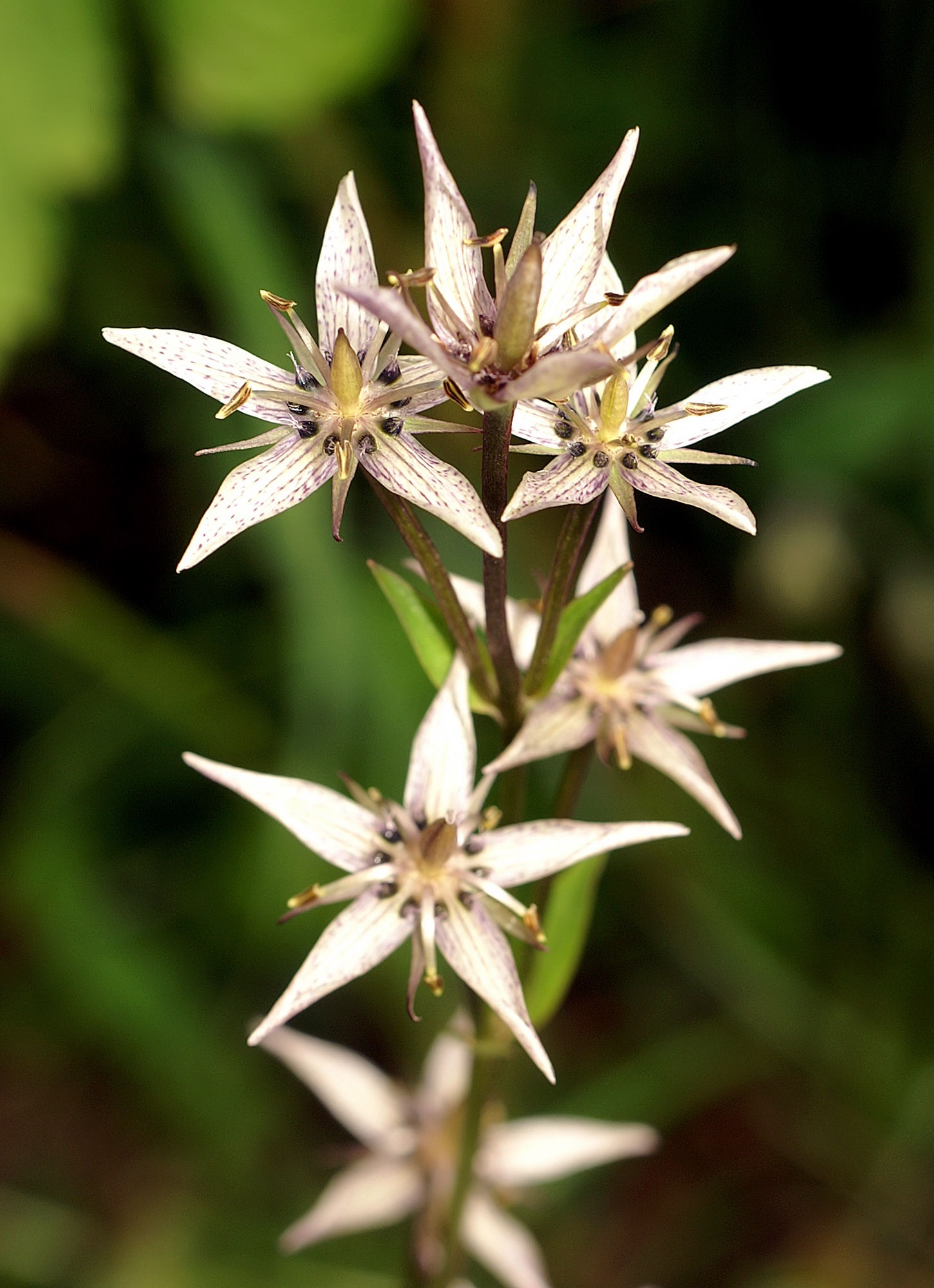
Квітки нетипово світлого забарвлення.

Багаторічна трав'яниста рослина заввишки 8—70 (зрідка до 100) см, гемікриптофіт. Кореневище довге (за іншими відомостями коротке), висхідне (косе), чорне, всіяне мичками м'язистих коренів; воно має бічні бруньки, з яких виростають столони. Стебло, як правило, одне, прямостояче, просте, голе, при основі вкрите почорнілими залишками черешків минулорічних листків, інколи у верхній частині трохи галузиться. Прості голі листки бувають двох типів: нижні зібрані в розетку, верхні вкривають стебло. Прикореневі листки мають добре розвинені пласкі черешки, довжина яких або дорівнює довжині листкової пластинки, або трохи перевищує її (в середньому становить 8-17 см). Довжина цих листків сягає 3—13 см, ширина — 1—5,5 см, їхня листкова пластинка широколанцетна, яйцеподібна чи еліптична, зі звуженою основою та тупою верхівкою, лискуча. Прикореневі листки також мають 3—5 виразних жилок. Стеблові листки у кількості 1—2 (за іншими відомостями 2-5) пар зазвичай супротивні, рідше — чергові, стеблеосяжні, але не зрослі, ланцетні або видовжено-ланцетні, гострі. За розміром вони значно менші за прикореневі: 1,5—2,5 (за іншими відомостями 5-8) см завдовжки та 2-3 см завширшки.
Квітконос прямий, галузиться лише у верхній частині. Суцвіття — кінцева вузьколанцетна волоть 7—12 см завдовжки, складена з кількох півзонтиків, що загалом може налічувати від однієї до сорока квіток. Квітконіжки нижніх квіток довгі, квітконіжки верхніх за розміром дорівнюють самим квіткам. Квітки актиноморфні, двостатеві, п'ятичленні (дуже рідко — чотиричленні), без запаху. Чашечка завдовжки 4—8 мм із дуже короткою трубкою, яка може бути відсутня. Чашолистки вузьколінійні, загострені, коротші за оцвітину, зелені або зеленкувато-фіолетові. Оцвітина, подібно до чашечки, також має надзвичайно коротку (1,5-2 мм завдовжки) трубку, яка подекуди може бути не виражена взагалі — її долі розсічені майже до самої основи. Пелюстки завдовжки 10—16 мм, завширшки до 4 мм, видовженоланцетні, ближче до верхівки звужені, мають гострі, загострені або тупуваті кінці. Зазвичай вони мають брудно-фіолетовий, сіро-синій чи синьо-фіолетовий колір із поздовжніми переривчастими (пунктирними) темно-фіолетовими смугами; дуже рідко основне тло пелюсток може бути жовтувато-зеленим. При основі кожної пелюстки розташована пара круглих ямкуватих нектарників завширшки до 1 мм із війчастими чи бахромчастими краями. Самі нектарники темно-фіолетового кольору, а їхні війки чорно-червоні. Тичинок п'ять, тичинкові нитки завдовжки 6—8 мм, в нижній частині круглі в перерізі, ближче до верхівки пласкі, вони можуть бути як фіолетового, так і зеленого кольору. Пиляки завдовжки 1,5-2 мм, темно-брудно-фіолетові чи зеленкувато-жовті, еліптичні, дволопатеві, розташовані паралельно вісям тичинкових ниток. Маточка заввишки 5-6 мм із дуже коротким стовпчиком.
Плід — яйцеподібна одногнізда коробочка завдовжки 10—15 мм, що розкривається двома стулками. Насінини завширшки 1,5—2 мм, численні, пласкі, кільчасто крилаті, коричневі.
Число хромосом 2n = 28.

### Хімічний склад
У бешишниці звичайній знайдені різноманітні цукри, в тому числі глюкоза, фруктоза, сахароза, а окрім них флавоноїди та ксантони.

## Поширення
Бешишниця звичайна належить до європейсько-південносибірських видів із монтанно-субальпійським типом розповсюдження. Основна частина її ареалу охоплює більшість гірських систем Центральної, Атлантичної та Південної Європи. Так, у Центральній Європі вона поширена в Альпах, Центральному Французькому масиві, горах Юра та Судетах. Далі на схід знайдена у Карпатах. На півдні Європи у середземноморському басейні ця рослина приурочена до Балкан та Апеннін. На Піренейському півострові трапляється лише на північних схилах Піренеїв. Разом з тим, у Центральній та Східній Європі бешишниця звичайна зростає на рівнинних ділянках і в такий спосіб проникає до східного узбережжя Балтійського моря, Білорусі та півночі європейської частини Росії, зокрема, Смоленської, Псковської областей, хоча й тут вона тяжіє до ділянок із підвищеним рельєфом (наприклад, Іжорської височини). Раніше ця рослина зростала ще північніше — у Вологодській області, однак останні відомості щодо знахідок у цій місцевості датуються ще 1921 роком, тому, ця популяція вважається втраченою.
В Азії цей вид рослин описаний у китайській провінції Цзілінь, де зростає особливий підвид, поширений також і в Північній Америці. На північноамериканському материку бешишниця звичайна знайдена у гірських районах Канади та США, зокрема, у Скелястих горах та горах Валлова, причому у США вона поширена по всьому заходу — від Аляски на півночі, через штати Колорадо й Орегон до Каліфорнії та Нью-Мексико на півдні.
В Україні цей вид розглядають як рідкісний релікт, що зберігся від післяльодовикових стадій розвитку рослинності. Більшість його популяцій зосереджена на заході: в українській частині Карпат, Малому Поліссі, Опіллі, на Волинській височині, у північно-західній частині Поділля. В Українських Карпатах основні популяції бешишниці звичайної знайдені у гірських масивах Чорногора, Свидовець, Мармароському і Чивчино-Гринявському. Крім того, значна за площею та чисельністю популяція існує у долині Західного Бугу в межах Колтівської улоговини. Раніше зафіксовані осередки у Розточчі, а також окремі популяції на Волині та Поділлі станом на 2017 рік вважають зниклими.

## Екологія
Рослина морозостійка, світлолюбна та вологолюбна, віддає перевагу вапняковим ґрунтам (кальцефіл), може траплятися і на торфових. Зростає на трав'яних, чагарниково-трав'яних, мохових та лісових болотах (особливо карбонатних із джерельним живленням), на вологих луках, уздовж струмків та поблизу джерел, на вогких схилах серед каміння, у розріджених заболочених лісах. У горах трапляється в субальпійському поясі аж до межі із альпійською зоною, тобто на висотах до 2300—3200 м. Особини, що зростають на рівнинних болотах, входять до складу рослинних угруповань союзу Magnacaricion і порядку Molinietalia, а також до фітоценозів Schoeneta (pura) ferruginei та Molinieto—Schoeneta (ferruginei), зрідка — Molinieto—Cariceta (davallianae). Особини, що зростають біля джерел і струмків у Карпатських горах, належать до союзу Cratoneurion commutati.
Цей вид здатен розмножуватись вегетативно та насінням. Вегетативне розмноження відбувається за допомогою столонів, що виростають із бічних бруньок на кореневищі. Відділяючись від материнської кореневої системи, вони дають початок новим особинам. Цвітіння триває у різних частинах ареалу з червня по вересень, але в межах одного регіону не довше двох місяців, наприклад, у Швейцарії бешишниця звичайна квітне у липні — серпні, а в Україні — у серпні — вересні. Запилення відбувається за допомогою жуків та мух, проте, можлива й автогамія. Плоди достигають у вересні — жовтні.

## Статус виду
В Україні бешишниця звичайна знаходиться на східній межі ареалу, тому умови зростання для неї тут не надто сприятливі. Внаслідок цього українські популяції цієї рослини є нечисленними та нечисельними, займають невеликі площі (як правило, до 0,1 га) та налічують сотні особин. Стан відносно великої популяції у Колтівській улоговині, яка налічує декілька тисяч особин, показує, що навіть в цих умовах проективне покриття виду незначне (1—5 %), що підтверджує думку про розсіяний характер розповсюдження бешишниці звичайної в Україні. Стан гірських популяцій оцінений науковцями як стабільний, в той час як рівнинним загрожує винищення. Цей факт тим більше викликає занепокоєння, оскільки рівнинні та гірські популяції належать до різних підвидів.
В основній частині ареалу бешишниця звичайна також не утворює густих і чистих заростей. Через це вона взята під охорону в Естонії, Чехії, Німеччині, Польщі, Литві. Стан виду визнаний «близьким до загрозливого» у Швейцарії, «вразливим» у Канаді, а в Україні він із подібним статусом занесений до Червоної книги. Окрім української, бешишниця звичайна занесена до Червоних книг Росії, Латвії та Республіки Білорусь. Основним чинником, що несприятливо впливає на чисельність цієї рослини, є зміна гідрологічного режиму оселищ (надмірне підтоплення чи осушна меліорація), додатковим — рекреаційне навантаження, випасання худоби, видобуток торфу та сінокіс під час цвітіння, який підриває генеративне відновлення популяцій. Охорону бешишниці звичайної в Україні здійснюють у Карпатському біосферному заповіднику, Карпатському національному природному парку, Бущанському заказнику та заказнику «Верхньобузькі болота».

## Використання
У народній медицині використовують усю надземну частину рослини, зібрану під час цвітіння. Її заварюють окропом та настоюють; застосовують внутрішньо при гельмінтозах, гарячці, а також як засіб, що покращує травлення, збуджує апетит. Препарати бешишниці звичайною мають також тонізуючу дію.
Попри тьмяний колір квіток бешишниця звичайна придатна для озеленення, але її поширенню у колах квітникарів заважає рідкісність виду та відносна вимогливість до умов вирощування, притаманна усім рослинам джерельних боліт.

## Таксономія
Представники цього виду вперше були знайдені в 1700-х роках у Баварії (Німеччина). Вже у 1753 році Карл Лінней описав бешишницю звичайну під сучасною латинською назвою.

### Підвиди
У межах цього таксона виділяють наступні підвиди:
- Swertia perennis subsp. perennis — беши́шниця звича́йна типо́ва, номінативний підвид, поширений на рівнинних ділянках європейської частини ареалу;
- Swertia perennissubsp. alpestris — беши́шниця звича́йна альпі́йська розповсюджена у гірських областях європейської частини ареалу;
- Swertia perennissubsp. palustris — беши́шниця звичайна боло́тяна поширена у Європі, але приурочена до болотистих біотопів;
- Swertia perennissubsp. manshurica — бешишниця звича́йна маньчжу́рська розповсюджена в азійській та північноамериканській частинах ареалу.

### Синоніми
За відомостями сайту The Plant List для цього виду зареєстровані наступні синоніми:
- Blepharaden perennis (L.) Dulac;
- Gentiana palustris All. — синонім Swertia perennissubsp. palustris;
- Gentiana paniculata Lam.;
- Gentiana swertia E.H.L.Krause;
- Swertia alpestris Baumg. — синонім Swertia perennissubsp. alpestris;
- Swertia manshurica (Kom.) Kitag. — синонім Swertia perennissubsp. manshurica;
- Swertia obtusa Ledeb.;
- Swertia perennis var. manshurica Kom. — синонім Swertia perennissubsp. manshurica;
- Swertia perennis var. obtusa (Ledeb.) Griseb.;
- Swertia perennis subsp. obtusa Hara;
- Swertia punctata Baumg.[13].